# Carnival (Dvořák)
Carnival (Karneval, koncertní ouvertura), Op. 92, B. 169, è una ouverture da concerto scritta da Antonín Dvořák nel 1891.

## Descrizione
Fa parte della trilogia di ouverture, scritta da Dvořák, "Natura, Vita e Amore" e costituisce la seconda parte "Vita". Le altre due parti della trilogia sono Nel regno della natura, op. 91 ("Natura") e Othello, op. 93 ("Amore").

## Orchestrazione
L'ouverture è scritta per due flauti, ottavino, due oboi, corno inglese, due clarinetti, due fagotti, quattro corni, due trombe, tre tromboni, tuba, timpani, triangolo, piatti, tamburello, arpa e archi. La sua durata è di circa nove minuti e mezzo.

## Discografia
- Boston Symphony Orchestra, Seiji Ozawa, Sony CD (1994) e Kultur DVD (2007)